# نکروشیمی
شیمی پس از مرگ، که همچنین به نام نکروشیمی یا شیمی مرگ شناخته می‌شود، زیر رشته‌ای از شیمی است که در آن ساختارهای شیمیایی، واکنش‌ها، فرایندها و پارامترهای یک ارگانیسم مرده مورد بررسی قرار می‌گیرد. شیمی پس از مرگ در آسیب‌شناسی پزشکی قانونی نقش مهمی ایفا می‌کند. تجزیه و تحلیل بیوشیمیایی زجاجیه، مایع مغزی نخاعی، خون و ادرار در تعیین علت مرگ یا در موارد روشن پزشکی قانونی اهمیت دارد.

## اندازه‌گیری فاصله پس از مرگ
فاصله پس از مرگ، زمانی است که از زمان مرگ سپری شده‌است. چندین روش مختلف وجود دارد که می‌توان از آنها برای تخمین فاصله پس از مرگ استفاده کرد.

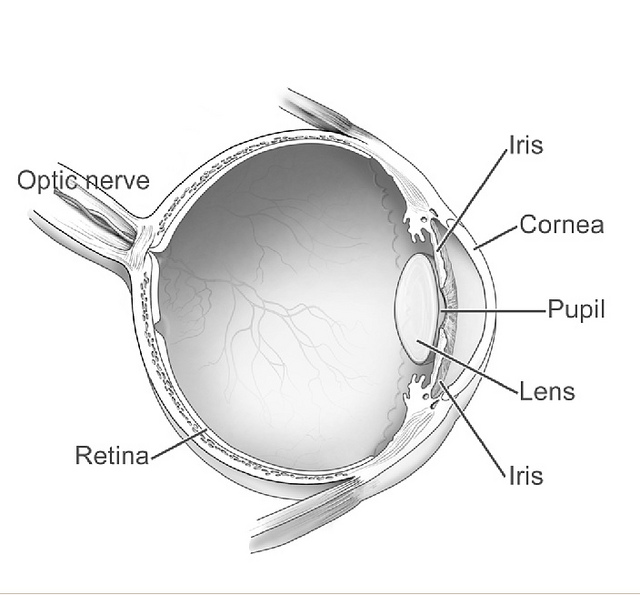
زجاجیه بین لنز و شبکیه موجود است.

## آنالیز سم‌شناسی
- آنالیز خون
- آنالیز بافت
- آنالیز مو و انگشتان دست
- محتوای معده

## بیوشیمی پس از مرگ
pH خون و غلظت چندین ماده شیمیایی در یک جسد آزمایش می‌شود تا به تعیین زمان مرگ قربانی، که به عنوان فاصله پس از مرگ نیز شناخته می‌شود، کمک کند. این مواد شیمیایی شامل اسید لاکتیک، هیپوکزانتین، اسید اوریک، آمونیاک، NADH و اسید فرمیک است.
کاهش غلظت اکسیژن به دلیل عدم گردش خون باعث جابجایی چشمگیری از متابولیسم هوازی به بی هوازی می‌شود.